# Bathydrilus parkeri
Bathydrilus parkeri är en ringmaskart som beskrevs av Erséus 1991. Bathydrilus parkeri ingår i släktet Bathydrilus och familjen glattmaskar. Inga underarter finns listade i Catalogue of Life.